# Nikan
Nikan is een bestuurslaag in het regentschap Ogan Komering Ulu van de provincie Zuid-Sumatra, Indonesië. Nikan telt 1108 inwoners (volkstelling 2010).